# Егіпан
Егіпан (дав.-гр. Αἰγίπανος, «Пан-козел») — міфічна істота з грецької міфології, зазвичай ототожнювали з Паном.

## Міфологія
За Гігіном, Егіпан був сином Зевса (за іншими версіями Аполлона) і Еги (також званої Боетіс або Екс) і був перенесений на зорі. Інші називають Егіпана батьком Пана і заявляють, що він, як і його син, був наполовину цапом, наполовину рибою, схожою на сатира. Таким чином, у грецькому мистецтві Егіпана часто зображено у вигляді морського цапа, міфічної істоти, образ якої використано для позначення сузір'я Козорога. За однією з версій міфу, коли Зевс у змаганні з титанами втратив сухожиля рук і ніг, Гермес і Егіпан таємно повернули їх йому і приладнали на місця. Згідно з римською традицією, згаданою Плутархом, Егіпан походить від кровозмісних зносин Валерії Тускулумської та її батька Валерія і він є лише іншим ім'ям Сільвана.

## У літературі

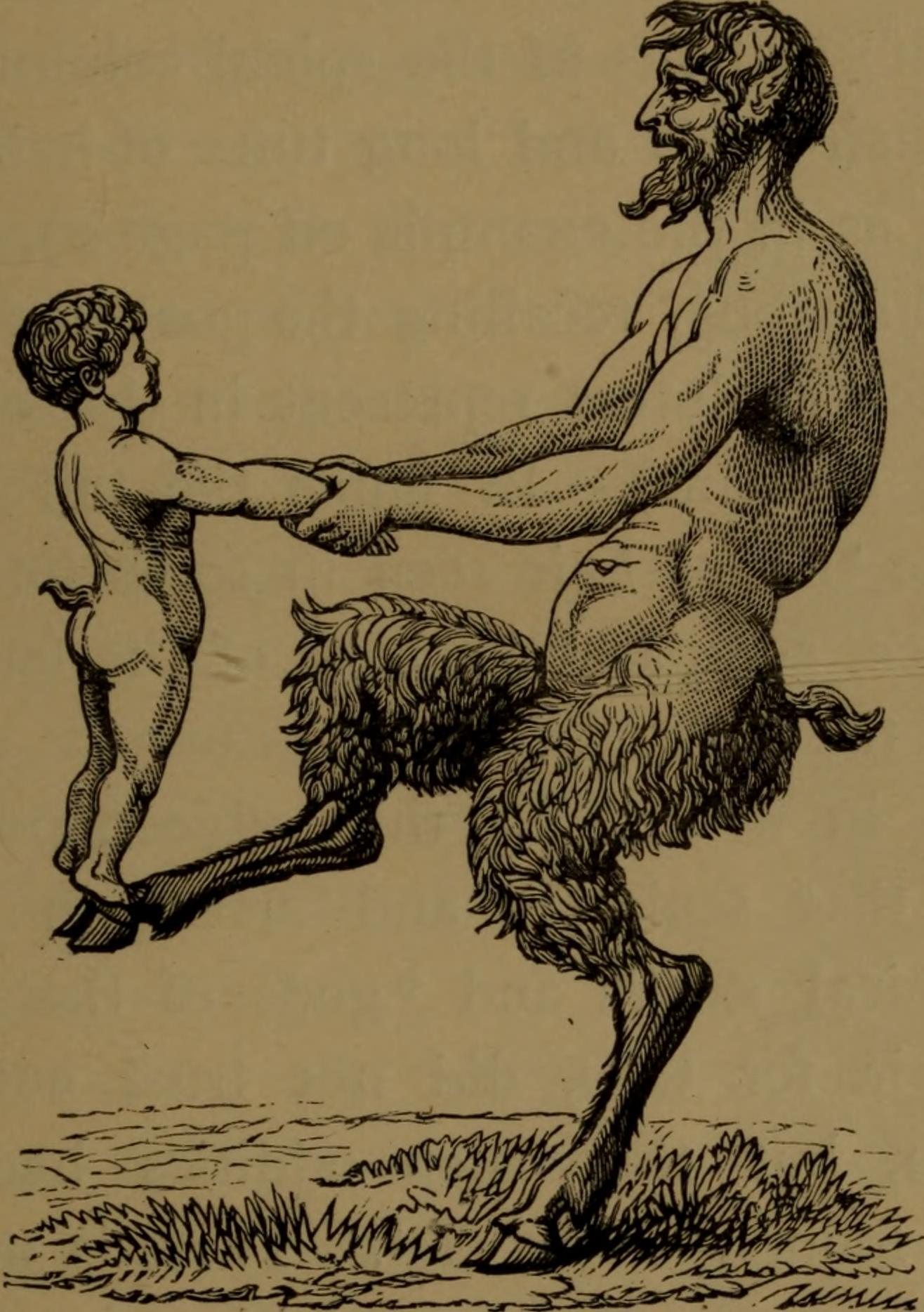
Зображення Егіпана з маленьким Паном (1890 р.)

Пізніші письменники, такі як Пліній Старший, використовували терміни «егіпанці» для опису раси диких людей, схожих на сатирів, які, за легендами, проживали в Лівії. У середньовічних бестіаріях терміни "егіпани" та "сатири" іноді використовували для опису мавпоподібних чи звіроподібних істот. Вважають, що прообразом егіпанів були бабуїни. Егіпанів також згадано в книзі Едгара Аллана По «Падіння дому Ашерів».